# Solanum aculeatissimum
Solanum aculeatissimum är en potatisväxtart som beskrevs av Nikolaus Joseph von Jacquin. Solanum aculeatissimum ingår i släktet skattor som ingår i familjen potatisväxter. Inga underarter finns listade i Catalogue of Life.

## Bildgalleri

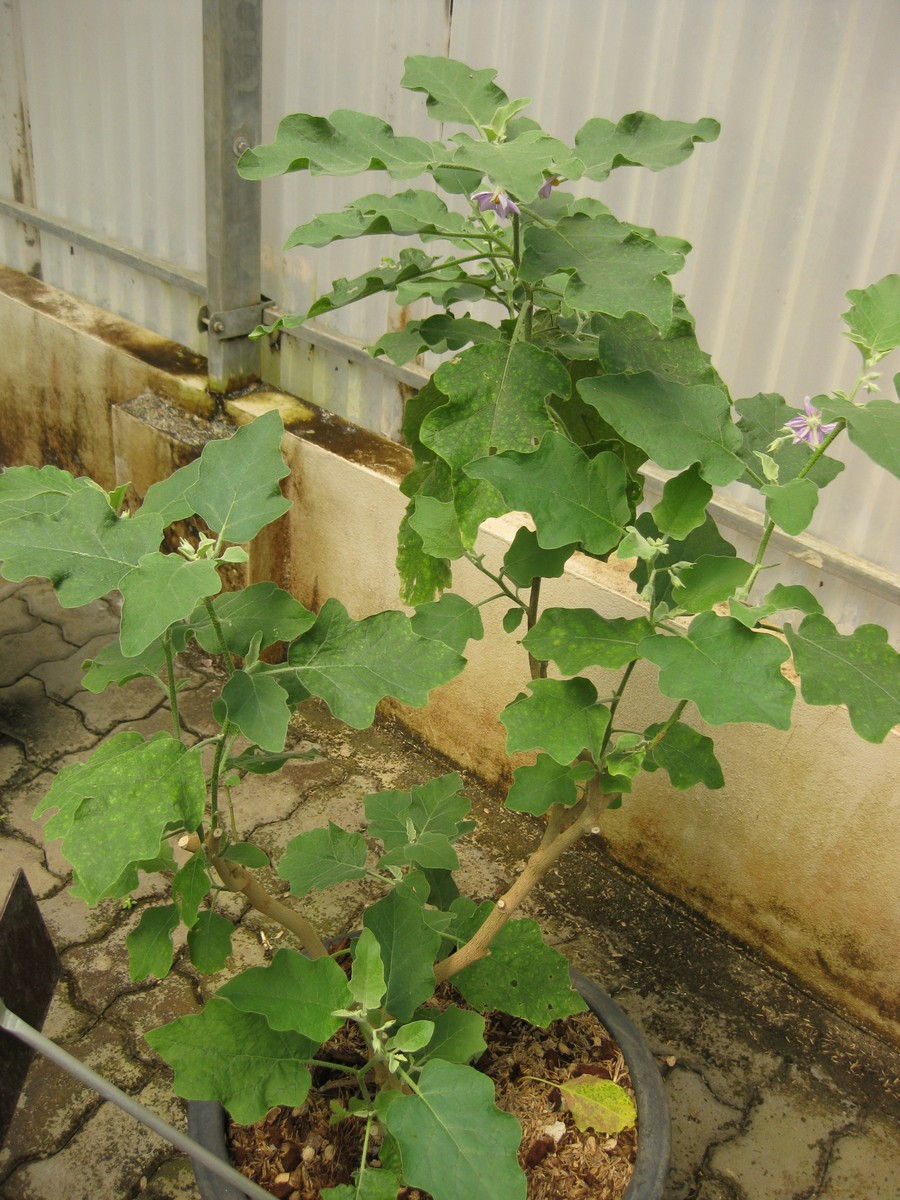
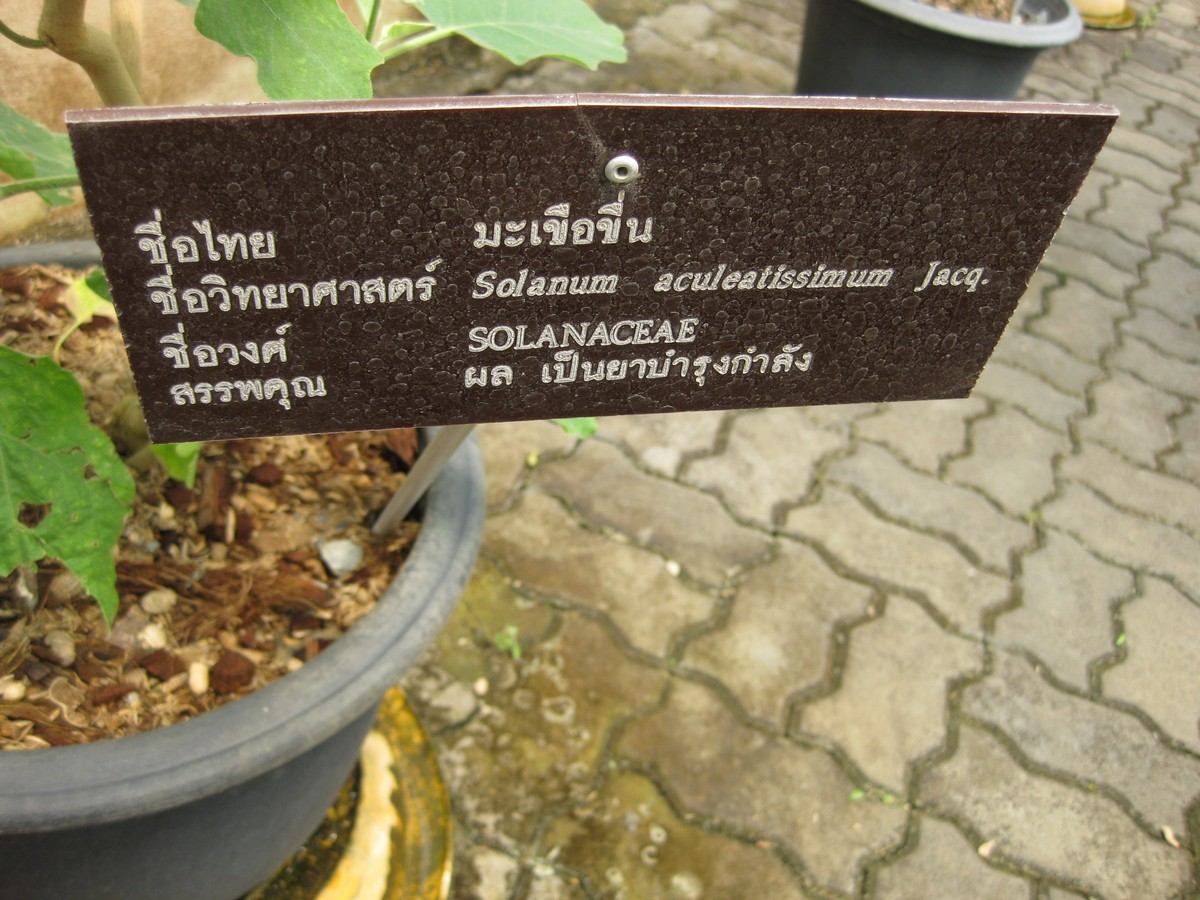
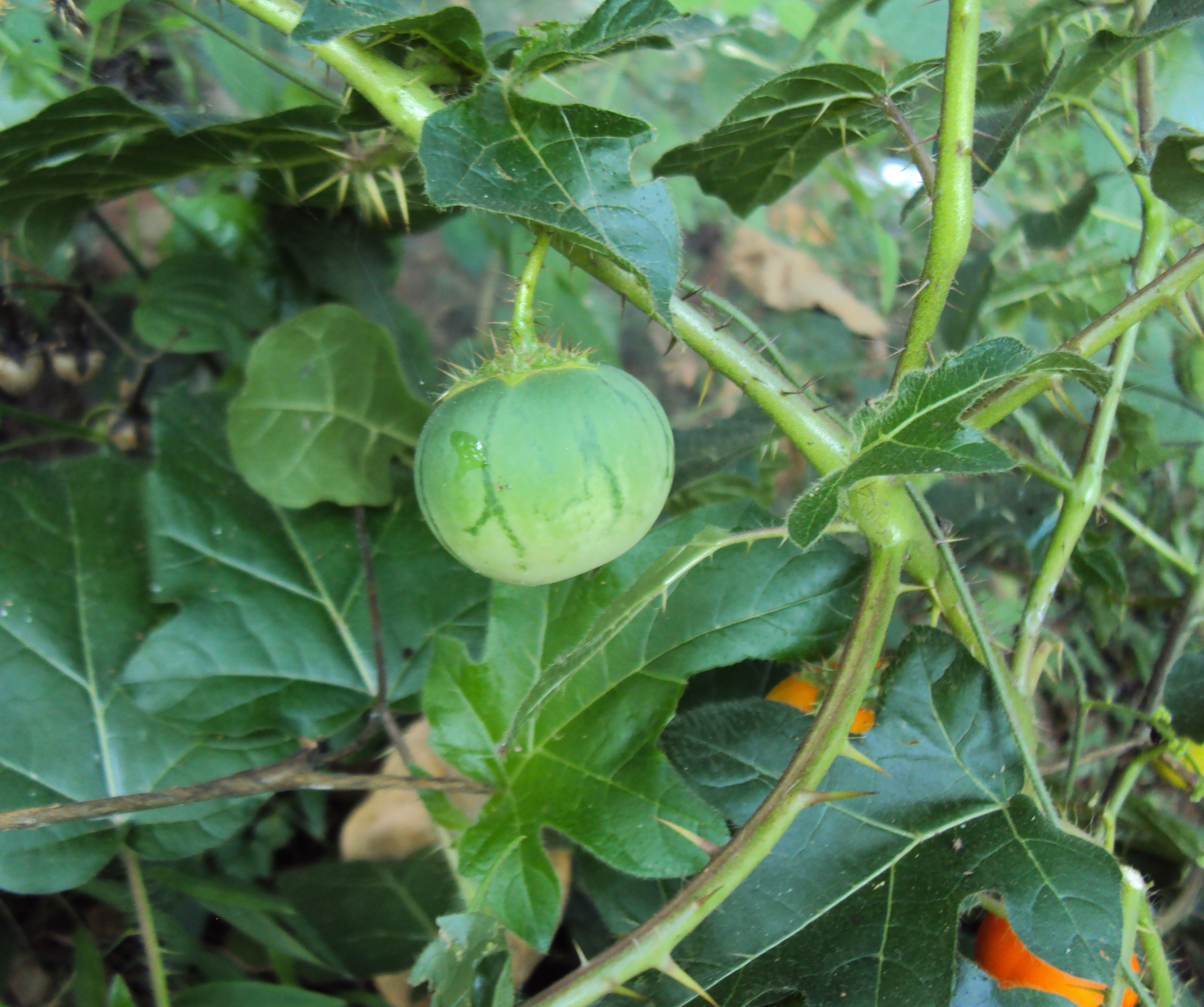
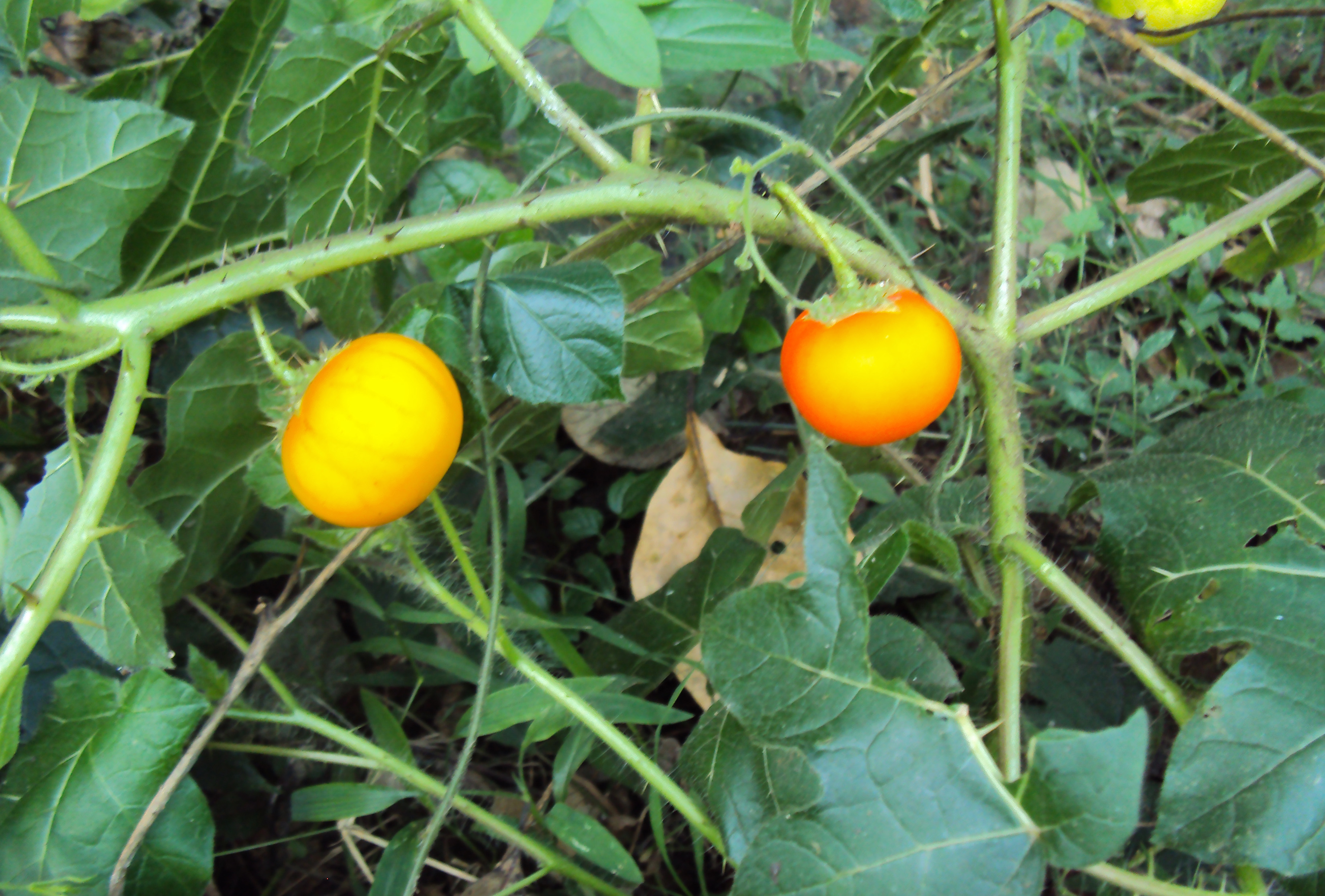
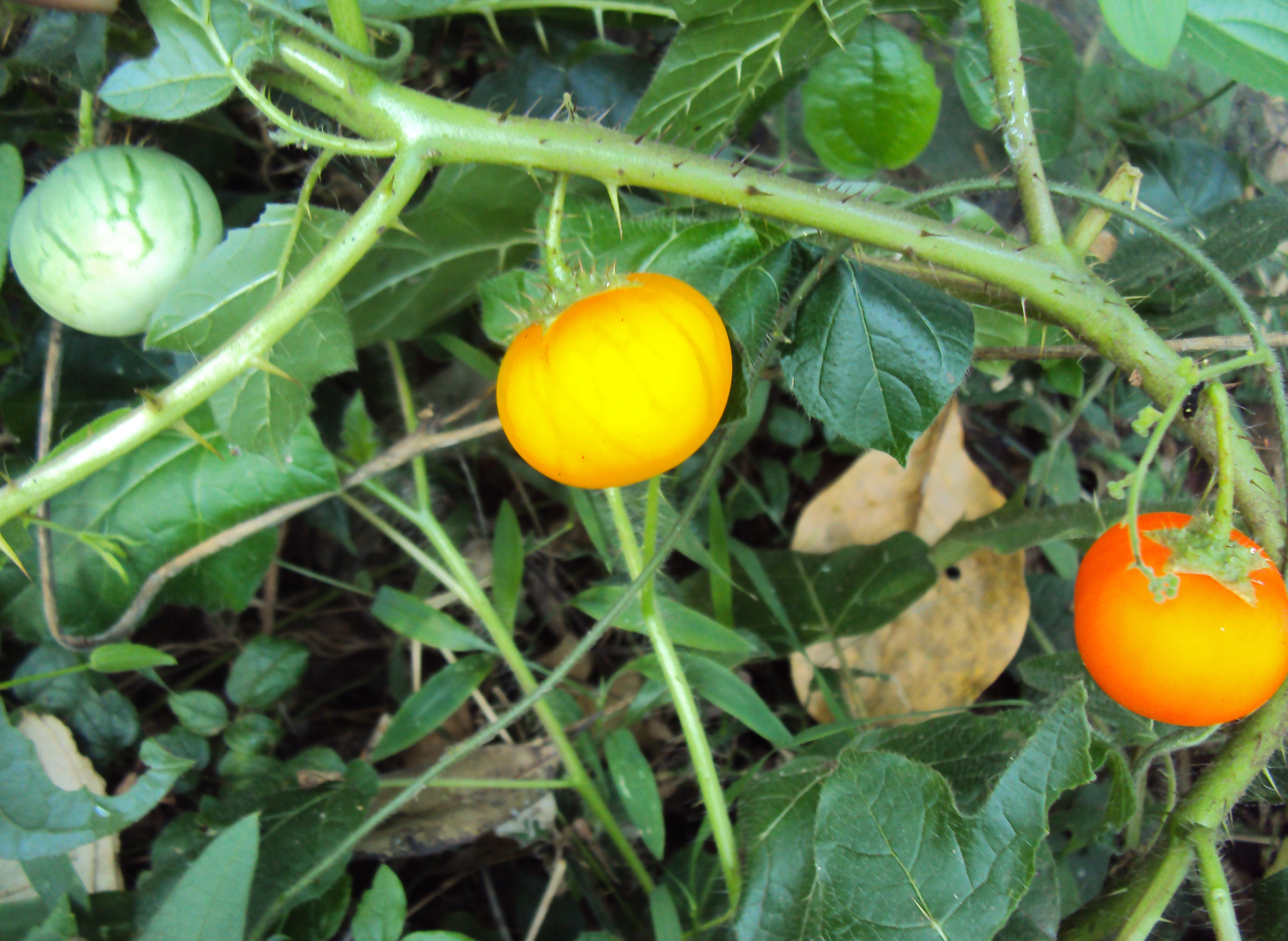
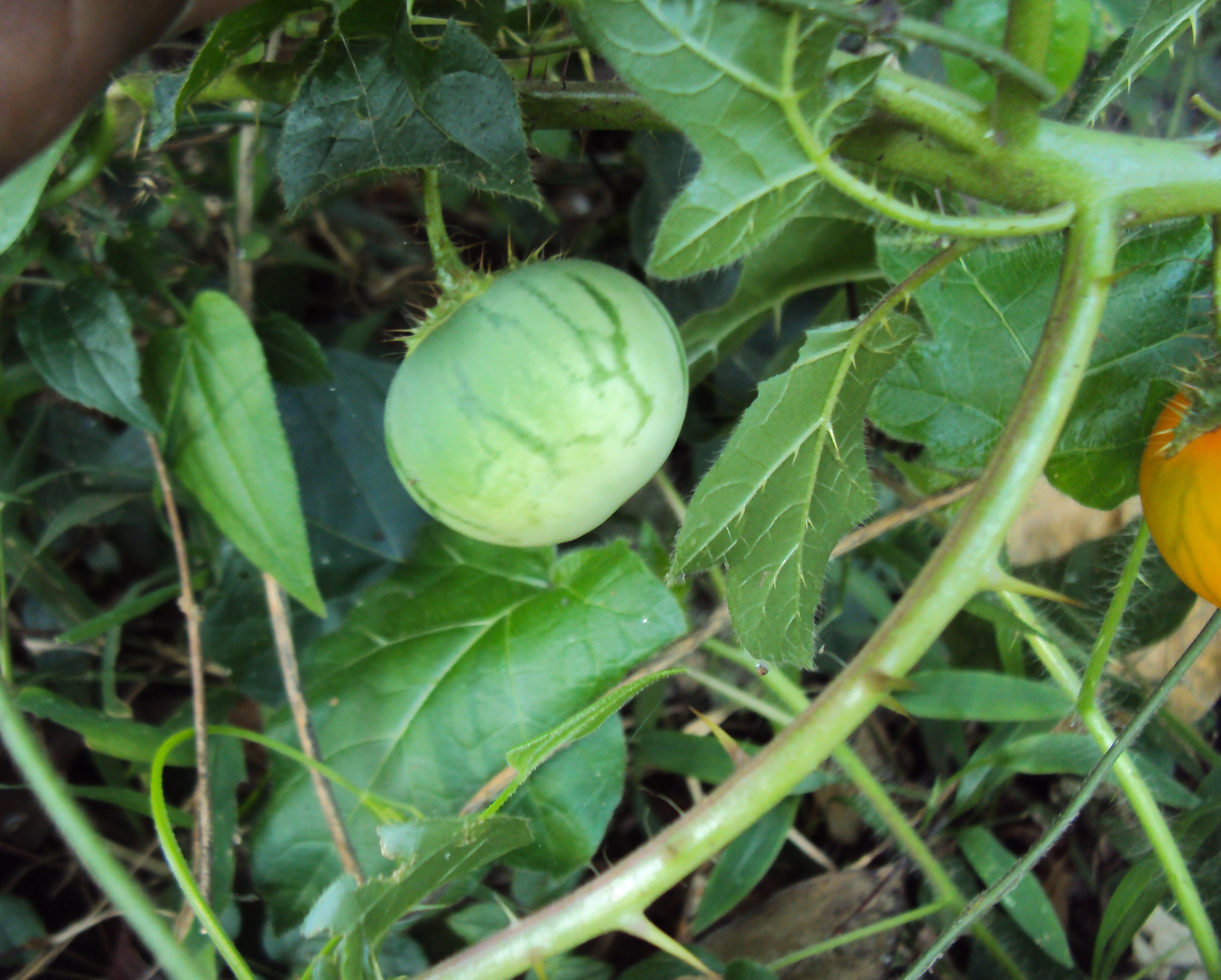